# 前橋工科大学の人物一覧
前橋工科大学の人物一覧は前橋工科大学に関係する人物の一覧記事。

## 教職員
- 石田敏明 - （教授、建築家）
- 宮崎均 - （教授、都市・建築計画）

## OB・OG

### 芸能
- 藤巻亮太（レミオロメン） - ミュージシャン

この項目は、ウィキプロジェクト 大学のテンプレートを使用しています。